# K1 (carro armato)
Il K1 è un carro armato da combattimento sudcoreano, realizzato dalla Hyundai Precisione (poi Hyundai Rotem). Il primo progetto del carro si basava sul carro americano M1 Abrams della General Dynamics, con le rilevanti modifiche costituite da un sistema di sospensioni combinato idropneumatico/barre di torsione ed un kit per il guado, in risposta ai requisiti operativi specifici per le aree montagnose e paludose della penisola coreana. Il K1A1 è entrato in servizio nel 1999, potenziato con un cannone ad anima liscia da 120 mm e migliorato nell'elettronica con nuovi computer balistici e sistemi di controllo del tiro sviluppati dalla Samsung Electronics. La Hyundai Rotem ha prodotto 1.511 K1 e K1A1 tra il 1985 ed il 2010.

## Storia

### Sviluppo e produzione del K1
Negli anni settanta la Repubblica di Corea aveva una disperata necessità di ulteriori carri armati da combattimento. Gli M4A3E8 "Easy Eight", risalenti alla seconda guerra mondiale, erano stati ritirati dal servizio dal Daehanminguk Yuk-gun e la spina dorsale delle forze corazzate rimase basata su M47 e M48 Patton. Nel frattempo, la Corea del Nord si trovava in vantaggio numerico e tecnologico su quella del Sud grazie ai propri T-62.
I primi tentativi di ottenere dagli Stati Uniti gli M60A1 Patton fallirono. Si riteneva infatti che questi carri, se ottenuti, non avrebbero dato un significativo vantaggio ai sudcoreani rispetto ai carri sovietici a disposizione di Pyongyang. Vennero valutate anche la modernizzazione dei M48 Patton esistenti agli standard M48A3 e A5, come la produzione su licenza del Leopard 1 tedesco: solo la modernizzazione venne effettuata, ottenendo rispettivamente gli M48A3K e M38A5K, mentre la produzione del Leopard venne ritenuta controproducente, in quanto erano già in via di sviluppo una nuova generazione di carri tedeschi, i Leopard 2, e americani, gli M1 Abrams.
Alla luce di questa situazione, l'amministrazione del presidente Park Chung-hee pianificò la produzione locale di nuovi carri da battaglia, paragonabili alle nuove generazioni in via di sviluppo nel mondo occidentale. Tuttavia, mancando completamente l'esperienza in progettazione, sviluppo e produzione di carri, il compito assegnato all'industria locale si rivelò impossibile. Furono quindi presi in considerazione e valutati progetti stranieri, a condizione che il progetto vincente potesse essere realizzato su licenza in Corea. Il progetto vincente risultò quello basato sul XM1, il prototipo dell'M1 Abrams realizzato dalla Chrysler Defence, azienda in seguito acquisita dalla General Dynamics e ridenominata General Dynamics Land Systems. Poco dopo, ufficiali sudcoreani vennero inviati presso gli stabilimenti dell'azienda americana per supervisionare il progetto, ribattezzato XK1.
Il XK1 conserva l'impostazione generale del XM1 dal quale deriva. Tuttavia, ad un'osservazione più attenta, risaltano numerose differenze: il peso si riduce dalle 55 t del XM1 alle 51 del XK1, l'altezza da 2,37 m a 2,25 m; il motore a turbina Honeywell AGT1500 da 1.500 hp era sostituito prima da un Teledyne Continental AVCR-1790 da 1.200 hp Teledyne Continental AVCR-1790, montato anche sul Merkava 3, poi da un MTU MB Ka-501 da 1.500 hp, una versione compatta del MB-873 Ka-503 usato sul Leopard 2; la trasmissione Allison DDA X-1100-3B del XM1 venne rimpiazzata dalla ZF LSG 3000, insieme ad altre componenti minori.
Il XK1 conservava l'armamento primario del prototipo americano, costituito dal cannone da 105 mm M68E1 ad anima rigata, nella versione prodotta su licenza KM68, oltre al sistema di controllo del tiro Hughes Aircraft ed al telemetro al laser Nd:YAG. Una delle maggiori differenze consisteva nell'aggiunta, sul prototipo coreano, di un'ottica panoramica indipendente per il capocarro, che conferisce al mezzo la capacità hunter-killer (il capocarro può acquisire indipendentemente un bersaglio, passandolo quindi al cannoniere che lo ingaggia, mentre egli prosegue nella ricerca di altri obiettivi), assente sull'americano M1 ed introdotta solo sul M1A2. Tuttavia l'ottica non era equipaggiata con termocamera o intensificatore di luce, cosicché il capocarro doveva fare affidamento sugli occhiali da visione notturna in dotazione personale; l'ottica del cannoniere invece era dotata di termocamera e ciò significa che il carro coreano era superiore nella sensoristica rispetto al progenitore americano, almeno fino all'introduzione del M1A2.
Il carro XK1 era inoltre equipaggiato con un sistema di sospensione ibrido, costituito da un sistema idropneumatico sulle ruote 1, 2 e 6, mentre le ruote centrali 3, 4 e 5 montavano barre di torsione, caratteristica che garantisce grande stabilità ed un settore di elevazione/depressione quasi doppio rispetto ad un carro equipaggiato con sole barre di torsione (+20°/-9,7° per il XK1 contro +10°/-5° per il XM1).
Lo sviluppo del veicolo fu completato nel 1983 con la consegna del primo prototipo al governo sudcoreano, che venne modificato tuttavia proprio prima della produzione di serie con la sostituzione del motore AVCR-1790 con il MTU MB Ka-501, rendendo il vano motore e le griglie dei gas esausti esteticamente simili a quelli del Leopard 2.
La Hyundai Precision, ora Hyundai Rotem, aveva la responsabilità della produzione in serie del carro, che iniziò nel 1985. La produzione raggiunse al suo picco i 100 mezzi all'anno. La consegna alle unità si concluse nel 1987 e solo allora venne rivelata l'esistenza del carro, tenuta nascosta per motivi di sicurezza. Alla cerimonia di presentazione vennero invitata la stampa mondiale e per pubblicizzare l'evento venne organizzata una imponente esercitazione con i nuovi carri.
Dopo la produzione dei primi 450 carri K1, l'ottica del capocarro (Gunner's Primary Sights, GPS) della Hughes venne rimpiazzata dalla Gunner's Primary Tank Thermal Sights (GPTTS) prodotta dalla Texas Instruments Incorporated. Il nuovo sistema rimpiazza il telemetro allo Nd: YAG laser della Hugues con uno al laser ad anidride carbonica, che si era dimostrato più sicuro per gli occhi del personale, anche se dotato di un raggio d'azione inferiore in cattive condizioni meteorologiche.
L'esatta composizione della corazzatura non è stata rivelata, ma è confermato che il K1 è equipaggiato con un blindaggio in compositi simile alla corazza Chobham. Il veicolo è dotato di un sistema estinguente automatico per gli incendi a bordo, attivato da una termocoppia nel vano motore e da un sensore ottico nel vano equipaggio; l'estinguente impiegato è l'Halon 1301, come sui carri occidentali. Il comfort dell'equipaggio è garantito da un sistema di condizionamento dell'aria, mentre manca di un sistema di sovrapressione e filtraggio per la difesa chimica, biologica, radiologica e nucleare, costringendo l'equipaggio ad impiegare le maschere e le dotazioni personali.
Il 6 agosto 2010, durante esercitazioni a fuoco presso Paju, un colpo esplose nella canna da 105 mm di un K1, distruggendo il cannone ma lasciando illeso l'equipaggio. Questo risulta essere soltanto l'ultimo di una serie di incidenti del genere da quando il carro è entrato in servizio.

## Sviluppo del K1A1
Il K1A1, il cui primo esemplari venne prodotto il 3 aprile 1996, venne accettato in servizio il 13 ottobre 2001. Il cannone KM68 venne rimpiazzato dal KM256 da 120 mm, versione locale del M256 statunitense, a sua volta modello prodotto su licenza del tedesco Rheinmetall L44, pezzo standard NATO con potere di penetrazione raddoppiato. Inoltre vennero migliorati il sistema di controllo del tiro, le ottiche termiche, il telemetro laser, la torretta, il sistema di stabilizzazione del cannone e la corazzatura migliorata (denominata Korean Special Armour Plate, KSAP). Queste modifiche, che ne aumentarono notevolmente la sopravvivenza e la letalità, portarono contestualmente ad un aumento del peso e ad una riduzione del rapporto peso-potenza, che già sul K1 era considerato da alcuni critici già troppo basso per l'aspro territorio coreano.
Le specifiche del Korean Commander's Panoramic Sight (KCPS) del K1A1 sono le seguenti:
- Zoom: 3× / 10× (notturno e diurno)
- Angolo di elevazione: +/-35˚
- Angolo orizzontale: 360˚
- Zoom per il cannoniere: 8×

Le specifiche le telemtro al laser ad anidride carbonica sono le seguenti:
- Raggio d'azione: 200 ~ 7.990 m
- Ingrandimento diurno: 1× / 10×
- Ingrandimento notturno: 3× / 10×

Il K1A1 esteticamente può essere distinto dal K1 per la forma del cannone, la posizione della mitragliatrice coassiale, per la forma dell'ottica panoramica del capocarro e per la conformazione generale meno spigolosa della torretta. La canna da 120 mm è ovviamente più spessa di quella da 105 mm ed è dotata di un più grande manicotto termico; la mitragliatrice coassiale è posizionata più in alto rispetto al K1; l'ottica nutturna/diurna KGPS ha forma conica, rispetto alla mira solo diurna di forma cilindrica del K1.

## Varianti

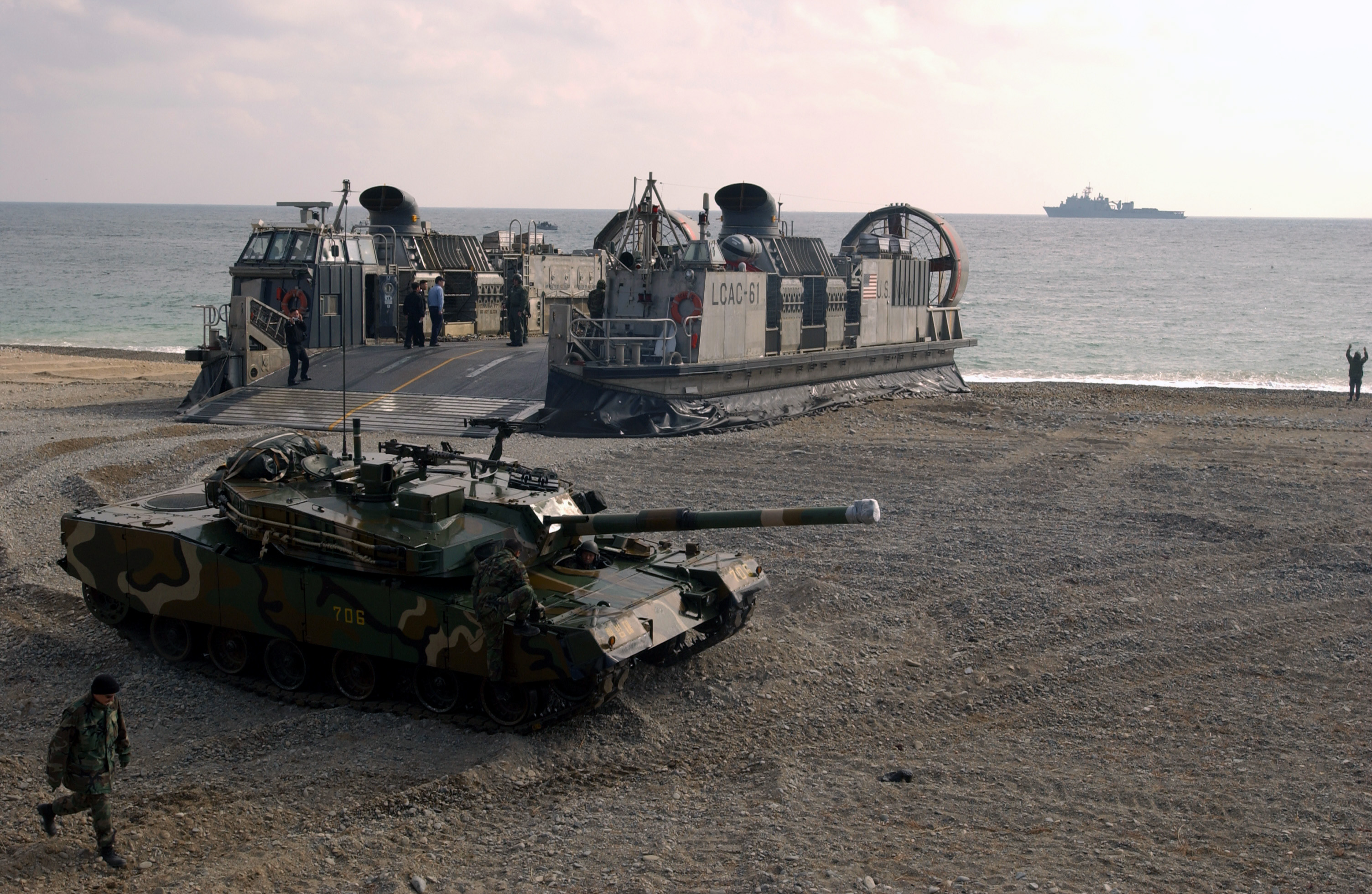
Un carro K1 88 sbarca da un Landing Craft Air Cushion della U.S. Navy durante l'esercitazione RSOI/Foal Eagle 2004.

- XK1: modello sperimentale realizzato nell'ambito del Progetto ROKIT (Republic of Korea Indigenous Tank).
- K1: prima variante di serie. Realizzata in 1.027 unità tra 1985 e 1998. Dal 2026 tutti i carri di questo tipo saranno portati allo standard K1E1.
  - K1M: variante da export proposta alla Malaysia, che nel 1997 aveva espresso grande interesse per il K1. La versione proposta includeva alcune caratteristiche non presenti sul modello di base, incluso un sistema di allarme laser ed una unità di condizionamento dell'aria; il peso era di 49,7 t, con la riserva di munizioni ridotta a 41 colpi. Il contratto per 210 carri K1M non venne concluso, avendo infine la Malesia preferito nel 2003 il carro polacco PT-91M.
  - K1 PIP: variante migliorata del K1. Le modifiche includono la sostituzione della corazzatura Special Armour Plate (SAP) con la Korean Special Armour Plate (KSAP), del in SAP to KSAP, dell'ottica GPS con la GPTTS, del telemetro allo Nd-Yag con quello ad anidride carbonica. 
    - K1E1: ulteriore variante migliorata. La produzione è iniziata a dicembre 2013 ed il primo esemplare è stato consegnato il 7 luglio 2014. La configurazione finale è simile a quella della versione K1A2. Tutti i K1 in servizio verranno portati allo standard K1E1 a partire dal 2026[5].
- K1A1: prima evoluzione del carro originale. Tra il 1999 ed il 2010 sono state prodotte 484 unità, che saranno portate allo standard K1A2 a partire dal 2022.
  - K1A2: variante migliorata del K1A1, originariamente denominata K1A1 PIP. Sviluppata tra 2008 e 2010, la produzione di serie è iniziata nel 2012 ed il primo carro è stato consegnato il 20 dicembre 2013. Questo modello ha beneficiato delle tecnologie sviluppate per il K2 Black Panther. Le migliorie comprendono tubolari per il galleggiamento, sistema di comando e controllo automatico con sistema IFF, sistema di navigazione GPS/inerziale, sistema di comunicazione wireless e schermi digitali. Inoltre monta un sistema di condizionamento migliorato ed un sistema di protezione attiva soft-kill contro missili e razzi. Il sistema K1A2 è disponibile anche sotto forma di kit di upgrade per i carri K1 e K1A1 di esercito e marines sudcoreani. Tutti i K1A1 verranno portati a questo standard a partire dal 2022[5].
- K1 ARV: versione veicolo corazzato da recupero (armored recovery vehicle, ARV) basata sullo scafo K1[2] dotato di gru, verricello e lama apripista[6]. È stata sviluppata con l'assistenza di Krupp KaK Maschinenbau GmbH (ora Rheinmetall Landsysteme GmbH) tra il 1988 ed il 1992, con il primo schieramento nel 1993[6].
- K1 CEV: versione carro pioniere (combat engineer Vehicle, CEV) basata sullo scafo K1A1/A2, dotato di vomeri sminatori, braccio escavatore sul lato destro e sistema di marcatura degli ostacoli. Lo sviluppo della versione dovrebbe essere completato a giugno 2018, per entrare in produzione l'anno successivo[7].

## Utilizzatori
Forze armate della Repubblica di Corea – 1.027 K1/E1 e 484 K1A1/A2
- Esercito della Repubblica di Corea
- Corpo dei Marine della Repubblica di Corea